# Aqueduto de Machico
O Aqueduto de Machico é um aqueduto situado na freguesia e no município de Machico, Portugal. Está classificado com Valor Local desde 1997.
O aqueduto é feito de basalto com argamassa de cal. Possui oito grandes arcos abatidos, com quatro metros e quarenta centímetros de largura, em cantaria vermelha do Caniçal.
Foi construído no século XIX para fornecer água ao antigo engenho de cana-de-açúcar de Machico.
Originalmente possuía 14 arcos, dos quais actualmente só restam oito.
O aqueduto foi recuperado recentemente, usando argamassa do mais original possível e substituindo a guarda de blocos por uma metálica, para que não interferisse com a secular construção.